# Frederik Willem van Sleeswijk-Holstein-Sonderburg-Glücksburg
Frederik Willem Paul Leopold van Sleeswijk-Holstein-Sonderburg-Glücksburg ook bekend als Frederik Willem IV van Sleeswijk-Holstein-Sonderburg-Beck (Lindenau, bij Königsberg, 4 januari 1785 — Schleswig, 17 februari 1831) was van 1816 tot 1825 hertog van Sleeswijk-Holstein-Sonderburg-Beck en van 1825 tot aan zijn dood hertog van Sleeswijk-Holstein-Sonderburg-Glücksburg. 

## Levensloop
Frederik Willem was de zoon van hertog Frederik Karel Lodewijk van Sleeswijk-Holstein-Sonderburg-Beck en  Frederica Amalia van Schlieben (1757-1827), dochter van graaf en Pruisisch minister Karl Leopold von Schlieben. In 1804 werd hij officier in het Deense leger. In deze functie vocht hij in de napoleontische oorlogen.
In 1816 volgde hij zijn vader op als hertog van Sleeswijk-Holstein-Sonderburg-Beck. In 1825 kreeg Frederik Willem van koning Frederik VI van Denemarken de titel van hertog van Sleeswijk-Holstein-Sonderburg-Glücksburg en werd hij de stichter van de nieuwe linie van het huis Sleeswijk-Holstein-Sonderburg-Glücksburg. Hij stierf in februari 1831 op 46-jarige leeftijd.

## Huwelijk en nakomelingen
Op 26 januari 1810 huwde hij met Louise Carolina (1789-1867), dochter van landgraaf Karel van Hessen-Kassel en Louise van Denemarken. Ze kregen tien kinderen:
- Louise Maria Frederica (1810-1869), huwde in 1837 met graaf Friedrich von Lasperg en in 1846 met graaf Alfred von Hohenthal
- Frederica Carolina Juliana (1811-1902), huwde in 1834 met hertog Alexander Karel van Anhalt-Bernburg
- Karel (1813-1878), hertog van Sleeswijk-Holstein-Sonderburg-Glücksburg
- Frederik (1814-1885), hertog van Sleeswijk-Holstein-Sonderburg-Glücksburg
- Willem (1816-1893)
- Christiaan IX (1818-1906), koning van Denemarken
- Louise (1820-1894), abdis in de Abdij van Itzehoe
- Julius (1824-1903)
- Johan (1825-1911)
- Nicolaas (1828-1849)

## Voorouders
| Stamboom Frederik Willem van Sleeswijk-Holstein-Sonderburg-Glücksburg    | Stamboom Frederik Willem van Sleeswijk-Holstein-Sonderburg-Glücksburg                                                                | Stamboom Frederik Willem van Sleeswijk-Holstein-Sonderburg-Glücksburg                                                                | Stamboom Frederik Willem van Sleeswijk-Holstein-Sonderburg-Glücksburg                                                                | Stamboom Frederik Willem van Sleeswijk-Holstein-Sonderburg-Glücksburg                                                                | Stamboom Frederik Willem van Sleeswijk-Holstein-Sonderburg-Glücksburg                                                                | Stamboom Frederik Willem van Sleeswijk-Holstein-Sonderburg-Glücksburg                                                                | Stamboom Frederik Willem van Sleeswijk-Holstein-Sonderburg-Glücksburg                                                                | Stamboom Frederik Willem van Sleeswijk-Holstein-Sonderburg-Glücksburg                                                                | Stamboom Frederik Willem van Sleeswijk-Holstein-Sonderburg-Glücksburg                                                          | Stamboom Frederik Willem van Sleeswijk-Holstein-Sonderburg-Glücksburg                                                          | Stamboom Frederik Willem van Sleeswijk-Holstein-Sonderburg-Glücksburg                                                          | Stamboom Frederik Willem van Sleeswijk-Holstein-Sonderburg-Glücksburg                                                          | Stamboom Frederik Willem van Sleeswijk-Holstein-Sonderburg-Glücksburg                                                          | Stamboom Frederik Willem van Sleeswijk-Holstein-Sonderburg-Glücksburg                                                          | Stamboom Frederik Willem van Sleeswijk-Holstein-Sonderburg-Glücksburg                                                          | Stamboom Frederik Willem van Sleeswijk-Holstein-Sonderburg-Glücksburg                                                          | Stamboom Frederik Willem van Sleeswijk-Holstein-Sonderburg-Glücksburg | Stamboom Frederik Willem van Sleeswijk-Holstein-Sonderburg-Glücksburg | Stamboom Frederik Willem van Sleeswijk-Holstein-Sonderburg-Glücksburg | Stamboom Frederik Willem van Sleeswijk-Holstein-Sonderburg-Glücksburg | Stamboom Frederik Willem van Sleeswijk-Holstein-Sonderburg-Glücksburg | Stamboom Frederik Willem van Sleeswijk-Holstein-Sonderburg-Glücksburg | Stamboom Frederik Willem van Sleeswijk-Holstein-Sonderburg-Glücksburg | Stamboom Frederik Willem van Sleeswijk-Holstein-Sonderburg-Glücksburg | Stamboom Frederik Willem van Sleeswijk-Holstein-Sonderburg-Glücksburg | Stamboom Frederik Willem van Sleeswijk-Holstein-Sonderburg-Glücksburg | Stamboom Frederik Willem van Sleeswijk-Holstein-Sonderburg-Glücksburg | Stamboom Frederik Willem van Sleeswijk-Holstein-Sonderburg-Glücksburg | Stamboom Frederik Willem van Sleeswijk-Holstein-Sonderburg-Glücksburg | Stamboom Frederik Willem van Sleeswijk-Holstein-Sonderburg-Glücksburg | Stamboom Frederik Willem van Sleeswijk-Holstein-Sonderburg-Glücksburg | Stamboom Frederik Willem van Sleeswijk-Holstein-Sonderburg-Glücksburg | Stamboom Frederik Willem van Sleeswijk-Holstein-Sonderburg-Glücksburg | Stamboom Frederik Willem van Sleeswijk-Holstein-Sonderburg-Glücksburg | Stamboom Frederik Willem van Sleeswijk-Holstein-Sonderburg-Glücksburg | Stamboom Frederik Willem van Sleeswijk-Holstein-Sonderburg-Glücksburg | Stamboom Frederik Willem van Sleeswijk-Holstein-Sonderburg-Glücksburg | Stamboom Frederik Willem van Sleeswijk-Holstein-Sonderburg-Glücksburg | Stamboom Frederik Willem van Sleeswijk-Holstein-Sonderburg-Glücksburg | Stamboom Frederik Willem van Sleeswijk-Holstein-Sonderburg-Glücksburg |
| ------------------------------------------------------------------------ | --- | --- | --- | --- | --- | --- | --- | --- | --- | --- | --- | --- | --- | --- | --- | --- | --------------------------------------------------------------------- | --------------------------------------------------------------------- | --------------------------------------------------------------------- | --------------------------------------------------------------------- | --------------------------------------------------------------------- | --------------------------------------------------------------------- | --------------------------------------------------------------------- | --------------------------------------------------------------------- | --------------------------------------------------------------------- | --------------------------------------------------------------------- | --------------------------------------------------------------------- | --------------------------------------------------------------------- | --------------------------------------------------------------------- | --------------------------------------------------------------------- | --------------------------------------------------------------------- | --------------------------------------------------------------------- | --------------------------------------------------------------------- | --------------------------------------------------------------------- | --------------------------------------------------------------------- | --------------------------------------------------------------------- | --------------------------------------------------------------------- | --------------------------------------------------------------------- | --------------------------------------------------------------------- | --------------------------------------------------------------------- |
| Overgrootouders                                                          | Peter August van Sleeswijk-Holstein-Sonderburg-Beck (1697-1775) x Sophia van Hessen-Philippsthal (1695-1728)                         | Peter August van Sleeswijk-Holstein-Sonderburg-Beck (1697-1775) x Sophia van Hessen-Philippsthal (1695-1728)                         | Peter August van Sleeswijk-Holstein-Sonderburg-Beck (1697-1775) x Sophia van Hessen-Philippsthal (1695-1728)                         | Peter August van Sleeswijk-Holstein-Sonderburg-Beck (1697-1775) x Sophia van Hessen-Philippsthal (1695-1728)                         | Albrecht Christoph zu Dohna-Leistenau (1723-1788) x Henriette of Schleswig-Holstein-Sonderburg-Beck (1738-1795)                      | Albrecht Christoph zu Dohna-Leistenau (1723-1788) x Henriette of Schleswig-Holstein-Sonderburg-Beck (1738-1795)                      | Albrecht Christoph zu Dohna-Leistenau (1723-1788) x Henriette of Schleswig-Holstein-Sonderburg-Beck (1738-1795)                      | Albrecht Christoph zu Dohna-Leistenau (1723-1788) x Henriette of Schleswig-Holstein-Sonderburg-Beck (1738-1795)                      | George Adam von Schlieben (1688-1737) x Katharina Dorothea Finck of Finckenstein (1700-1728)                                   | George Adam von Schlieben (1688-1737) x Katharina Dorothea Finck of Finckenstein (1700-1728)                                   | George Adam von Schlieben (1688-1737) x Katharina Dorothea Finck of Finckenstein (1700-1728)                                   | George Adam von Schlieben (1688-1737) x Katharina Dorothea Finck of Finckenstein (1700-1728)                                   | ? (-) x ? (-) | ? (-) x ? (-) | ? (-) x ? (-) | ? (-) x ? (-) |                                                                       |                                                                       |                                                                       |                                                                       |                                                                       |                                                                       |                                                                       |                                                                       |                                                                       |                                                                       |                                                                       |                                                                       |                                                                       |                                                                       |                                                                       |                                                                       |                                                                       |                                                                       |                                                                       |                                                                       |                                                                       |                                                                       |                                                                       |                                                                       |
| Grootouders                                                              | Karel Anton van Sleeswijk-Holstein-Sonderburg-Beck (1727-1759) x 1780 Friederike Charlotte Antoinette zu Dohna-Leistenau (1738-1786) | Karel Anton van Sleeswijk-Holstein-Sonderburg-Beck (1727-1759) x 1780 Friederike Charlotte Antoinette zu Dohna-Leistenau (1738-1786) | Karel Anton van Sleeswijk-Holstein-Sonderburg-Beck (1727-1759) x 1780 Friederike Charlotte Antoinette zu Dohna-Leistenau (1738-1786) | Karel Anton van Sleeswijk-Holstein-Sonderburg-Beck (1727-1759) x 1780 Friederike Charlotte Antoinette zu Dohna-Leistenau (1738-1786) | Karel Anton van Sleeswijk-Holstein-Sonderburg-Beck (1727-1759) x 1780 Friederike Charlotte Antoinette zu Dohna-Leistenau (1738-1786) | Karel Anton van Sleeswijk-Holstein-Sonderburg-Beck (1727-1759) x 1780 Friederike Charlotte Antoinette zu Dohna-Leistenau (1738-1786) | Karel Anton van Sleeswijk-Holstein-Sonderburg-Beck (1727-1759) x 1780 Friederike Charlotte Antoinette zu Dohna-Leistenau (1738-1786) | Karel Anton van Sleeswijk-Holstein-Sonderburg-Beck (1727-1759) x 1780 Friederike Charlotte Antoinette zu Dohna-Leistenau (1738-1786) | Karl Leopold von Schlieben (1723-1788) x Marie Eleanore gravin van Lehndorff (1722-1800)                                       | Karl Leopold von Schlieben (1723-1788) x Marie Eleanore gravin van Lehndorff (1722-1800)                                       | Karl Leopold von Schlieben (1723-1788) x Marie Eleanore gravin van Lehndorff (1722-1800)                                       | Karl Leopold von Schlieben (1723-1788) x Marie Eleanore gravin van Lehndorff (1722-1800)                                       | Karl Leopold von Schlieben (1723-1788) x Marie Eleanore gravin van Lehndorff (1722-1800)                                       | Karl Leopold von Schlieben (1723-1788) x Marie Eleanore gravin van Lehndorff (1722-1800)                                       | Karl Leopold von Schlieben (1723-1788) x Marie Eleanore gravin van Lehndorff (1722-1800)                                       | Karl Leopold von Schlieben (1723-1788) x Marie Eleanore gravin van Lehndorff (1722-1800)                                       |                                                                       |                                                                       |                                                                       |                                                                       |                                                                       |                                                                       |                                                                       |                                                                       |                                                                       |                                                                       |                                                                       |                                                                       |                                                                       |                                                                       |                                                                       |                                                                       |                                                                       |                                                                       |                                                                       |                                                                       |                                                                       |                                                                       |                                                                       |                                                                       |
| Ouders                                                                   | Frederik Karel Lodewijk van Sleeswijk-Holstein-Sonderburg-Beck (1757-1816) x 1780 Frederica Amalia van Schlieben (1757-1827)7)       | Frederik Karel Lodewijk van Sleeswijk-Holstein-Sonderburg-Beck (1757-1816) x 1780 Frederica Amalia van Schlieben (1757-1827)7)       | Frederik Karel Lodewijk van Sleeswijk-Holstein-Sonderburg-Beck (1757-1816) x 1780 Frederica Amalia van Schlieben (1757-1827)7)       | Frederik Karel Lodewijk van Sleeswijk-Holstein-Sonderburg-Beck (1757-1816) x 1780 Frederica Amalia van Schlieben (1757-1827)7)       | Frederik Karel Lodewijk van Sleeswijk-Holstein-Sonderburg-Beck (1757-1816) x 1780 Frederica Amalia van Schlieben (1757-1827)7)       | Frederik Karel Lodewijk van Sleeswijk-Holstein-Sonderburg-Beck (1757-1816) x 1780 Frederica Amalia van Schlieben (1757-1827)7)       | Frederik Karel Lodewijk van Sleeswijk-Holstein-Sonderburg-Beck (1757-1816) x 1780 Frederica Amalia van Schlieben (1757-1827)7)       | Frederik Karel Lodewijk van Sleeswijk-Holstein-Sonderburg-Beck (1757-1816) x 1780 Frederica Amalia van Schlieben (1757-1827)7)       | Frederik Karel Lodewijk van Sleeswijk-Holstein-Sonderburg-Beck (1757-1816) x 1780 Frederica Amalia van Schlieben (1757-1827)7) | Frederik Karel Lodewijk van Sleeswijk-Holstein-Sonderburg-Beck (1757-1816) x 1780 Frederica Amalia van Schlieben (1757-1827)7) | Frederik Karel Lodewijk van Sleeswijk-Holstein-Sonderburg-Beck (1757-1816) x 1780 Frederica Amalia van Schlieben (1757-1827)7) | Frederik Karel Lodewijk van Sleeswijk-Holstein-Sonderburg-Beck (1757-1816) x 1780 Frederica Amalia van Schlieben (1757-1827)7) | Frederik Karel Lodewijk van Sleeswijk-Holstein-Sonderburg-Beck (1757-1816) x 1780 Frederica Amalia van Schlieben (1757-1827)7) | Frederik Karel Lodewijk van Sleeswijk-Holstein-Sonderburg-Beck (1757-1816) x 1780 Frederica Amalia van Schlieben (1757-1827)7) | Frederik Karel Lodewijk van Sleeswijk-Holstein-Sonderburg-Beck (1757-1816) x 1780 Frederica Amalia van Schlieben (1757-1827)7) | Frederik Karel Lodewijk van Sleeswijk-Holstein-Sonderburg-Beck (1757-1816) x 1780 Frederica Amalia van Schlieben (1757-1827)7) |                                                                       |                                                                       |                                                                       |                                                                       |                                                                       |                                                                       |                                                                       |                                                                       |                                                                       |                                                                       |                                                                       |                                                                       |                                                                       |                                                                       |                                                                       |                                                                       |                                                                       |                                                                       |                                                                       |                                                                       |                                                                       |                                                                       |                                                                       |                                                                       |
| Frederik Willem van Sleeswijk-Holstein-Sonderburg-Glücksburg (1785-1831) | | | | | | | | | | | | | | | | |                                                                       |                                                                       |                                                                       |                                                                       |                                                                       |                                                                       |                                                                       |                                                                       |                                                                       |                                                                       |                                                                       |                                                                       |                                                                       |                                                                       |                                                                       |                                                                       |                                                                       |                                                                       |                                                                       |                                                                       |                                                                       |                                                                       |                                                                       |                                                                       |

- Gemeinsame Normdatei: 1033447897
- Virtual International Authority File: 297282661